# Liste der Kulturdenkmäler in Schalkenmehren
In der Liste der Kulturdenkmäler in Schalkenmehren sind alle Kulturdenkmäler der rheinland-pfälzischen Ortsgemeinde Schalkenmehren aufgeführt. Grundlage ist die Denkmalliste des Landes Rheinland-Pfalz (Stand: 17. Juli 2023).

## Denkmalzonen
| Bezeichnung                         | Lage                                                    | Baujahr | Beschreibung | Bild                           |
| ----------------------------------- | ------------------------------------------------------- | ------- | --- | ------------------------------ |
| Denkmalzone Observatorium Hohe List | südwestlich des Ortes auf der Kuppe des Hohen List Lage | 1950–54 | Hauptgebäude mit drei Kuppeltürmen und Wohnhaus, 1950–54, Staatshochbauamt im Auftrag der Universität Bonn; Erweiterung 1964/65: Wohnhaus, Werkstatt und Labor und zwei Kuppeltürmen; technische Ausstattung, unter anderem von der Mitte des 19. bis ins 21. Jahrhundert, Messgeräte | weitere Bilder Fotos hochladen |

## Einzeldenkmäler
| Bezeichnung                        | Lage                                                                | Baujahr                            | Beschreibung | Bild                           |
| ---------------------------------- | ------------------------------------------------------------------- | ---------------------------------- | --- | ------------------------------ |
| Bahnhof Schalkenmehren             | Bahnhofstraße 3 Lage                                                | gegen 1909                         | Typenbau, Krüppelwalmdach, Fachwerk-Güterschuppen, gegen 1909 | Fotos hochladen                |
| Katholische Pfarrkirche St. Martin | Mehrener Straße 3 Lage                                              | 1840–44                            | klassizistischer Saalbau, 1840–44; Grabmal, bezeichnet 1891 | weitere Bilder Fotos hochladen |
| Kriegerdenkmal                     | Mehrener Straße, bei Nr. 3 Lage                                     | 1920er Jahre                       | Kriegerdenkmal 1914/18, Rundtempel | weitere Bilder Fotos hochladen |
| Alte Schule                        | Mehrener Straße 5 Lage                                              | 1913–14                            | ehemalige Schule; Walmdachbau, Reformarchitektur, bezeichnet 1913–14                                                                                             | weitere Bilder Fotos hochladen |
| Wegekapelle                        | Mehrener Straße, Ecke Auf Koop Lage                                 | 19. Jahrhundert                    | Putzbau, 19. Jahrhundert | weitere Bilder Fotos hochladen |
| Heiligenhäuschen                   | Udlerstraße, am östlichen Ortsausgang Lage                          | 18. Jahrhundert                    | Heiligenhäuschen; barock, Sandstein, 18. Jahrhundert | weitere Bilder Fotos hochladen |
| Wohnhaus                           | Udlerstraße 5/7 Lage                                                |                                    | Putzbau mit hohem Satteldach, wohl im 19. Jahrhundert überformt                                                                                                  | Fotos hochladen                |
| Scheune                            | Udlerstraße 9 Lage                                                  | erste Hälfte des 19. Jahrhunderts  | Fachwerkscheune, teilweise massiv, erste Hälfte des 19. Jahrhunderts (unzutreffend bezeichnet 1502)                                                              | weitere Bilder Fotos hochladen |
| Wohnhaus                           | Uscherberg 9 Lage                                                   |                                    | Fachwerkhaus, teilweise massiv, Datierung unklar | BW                             |
| Haus Hinners                       | Uscherberg 11 Lage                                                  | 1742                               | Fachwerkbau, teilweise massiv, (später) bezeichnet 1742 | weitere Bilder Fotos hochladen |
| Wohnhaus                           | Zum Scheid 2 Lage                                                   | 18. Jahrhundert                    | Fachwerkhaus, teilweise massiv, 18. Jahrhundert, bezeichnet 1832 (1852?)                                                                                         | weitere Bilder Fotos hochladen |
| Wohnhaus                           | Zur Sternwarte 1 Lage                                               | 18. Jahrhundert                    | Fachwerkhaus, teilweise massiv, 18. Jahrhundert, Backofenvorbau                                                                                                  | weitere Bilder Fotos hochladen |
| Wegekreuz                          | Zur Sternwarte, bei Nr. 1 Lage                                      | Anfang des 18. Jahrhunderts        | Schaftkreuz, Anfang des 18. Jahrhunderts | weitere Bilder Fotos hochladen |
| Brunnen                            | Zur Sternwarte, bei Nr. 1 Lage                                      | zweite Hälfte des 19. Jahrhunderts | Laufbrunnen, zweite Hälfte des 19. Jahrhunderts | weitere Bilder Fotos hochladen |
| Wohnhaus                           | Zur Sternwarte 2 Lage                                               | 18. Jahrhundert                    | Fachwerkhaus, teilweise massiv | weitere Bilder Fotos hochladen |
| Heiligenhäuschen                   | nördlich des Ortes an der L 64 Lage                                 | 18. Jahrhundert                    | Mauerblock, Sandsteinrelief, 18. Jahrhundert (?) | weitere Bilder Fotos hochladen |
| Heiligenhäuschen                   | nordwestlich des Ortes an der L 64 Lage                             | 18. oder 19. Jahrhundert           | rund geschlossener Mauerblock, 18. oder 19. Jahrhundert | BW                             |
| Dronketurm                         | nordwestlich des Ortes zwischen Gemundener und Weinfelder Maar Lage | 1900–02                            | Aussichtsturm, 1900–02 | weitere Bilder Fotos hochladen |
| Heiligenhäuschen                   | westlich des Ortes an der L 64 Lage                                 | 18. oder 19. Jahrhundert           | Mauerblock, Sandsteinrelief, 18. oder 19. Jahrhundert | BW                             |
| Weinfelder Kirche                  | nordöstlich des Ortes, oberhalb des Weinfelder Maares Lage          | 1723                               | ehemalige Pfarrkirche St. Martin, Kirche des untergegangenen Ortes Weinfeld; zweiachsiger Saalbau, 1723, Westturm und Chor gotisch, wohl aus dem 14. Jahrhundert | weitere Bilder Fotos hochladen |